# Václav König
Václav König, psal se také Koenig (22. října 1897 v Praze – 5. září 1944 v Mnichově) byl český novinář, redaktor České tiskové kanceláře (ČTK) a překladatel z ruštiny.

## Život
Václav König se narodil jako mladší ze dvou synů pražského typografa a sazeče písma Jana Königa a jeho druhé manželky Marie Osvaldové. Také jeho strýc a křestní kmotr Václav König byl typografem, takže Václav od dětství znal a oblíbil si prostředí tiskáren. Po maturitě na novoměstském gymnáziu roku 1916 narukoval jako jednoroční dobrovolník na vojnu k pěšímu pluku. Po návratu v lednu roku 1919 nastoupil jako pracovník tiskového odboru prezídia minister. rady v Praze a stal se brzy stálým spolupracovníkem vládních Pražských novin, jež byly roku 1920 přejmenovány na titul Československá republika. Někdy se chybně uvádí jako doktor filozofie, na univerzitní studia při svém extenzivním způsobu práce neměl čas. V matrikách archivu Karlovy Univerzity není imatrikulován jako student, ani jako absolvent. Od roku 1923 byl redaktorem Lidových novin, kam psal politické články o slovanské a ruské problematice, a také vedl automobilistickou a leteckou rubriku. Ve 30. letech se stal spolupracovníkem Českého slova, motoristického týdeníku ČAS (od 1932) a nakonec redaktorem a radou tiskového oddělení ČTK, zároveň stále přispíval do Lidových novin a Českého slova. Jeho koníčkem byl sport a automobilismus. Roku 1935 podnikl s automobilovým závodníkem F. Turkem cestu aerovkou z Prahy do Moskvy, kde za novináře podepsal smlouvu o československo-sovětské spolupráci. Jako samouk se naučil velmi dobře rusky, takže překládal a dělal tlumočníka. Od roku 1922 až do své sm,rti byl blízkým přítelem historičky umění a folkloristky Naděždy Melnikové-Papouškové, jíž jazykově upravoval všechny publikace a doprovázel ji při studijních cestách po Slovensku. Své překlady ruské a soudobé sovětské literatury a dramatiky publikoval v pražských nakladatelstvích Aventinum, Odeon, Melantrich, nebo Kvasnička a Hampl. Doprovázel je informativními statěmi a rozhovory s autory, např. v Rozpravách Aventina.
Za protektorátu Václav König jako pracovník tiskového dozoru ČTK vykonával cenzurní práci a současně fungoval jako člen novinářské odbojové skupiny při Politickém ústředí (PÚ) a při Ústředním vedení odboje domácího (ÚVOD). Zajišťoval rovněž spojení mezi různými ilegálními odbojovými skupinami  a přispíval svými články do ilegálního časopisu Český kurýr.  V roce 1941 byl zatčen gestapem a o tři roky později (1944) byl popraven v Mnichově.

## Odbojová činnost Václava Königa

### Historický úvod
Vyhlášením protektorátu nabyla na významu Ústřední tisková dozorčí služba (ÚTDS) (fungovala při tiskovém odboru předsednictva ministerské rady) v čele se Zdeňkem Schmoranzem. Úředníci ÚTDS dohlíželi na dodržování německých pokynů přímo v redakcích jednotlivých periodik. Současně s ÚTDS byla zřízena prozatímní německá služebna pro tisk, následně změněná na tiskový odbor při kulturně politickém oddělení u úřadu říšského protektora. V čele tohoto tiskového odboru pracoval (od 12. června 1939) Wolfgang Wolfram von Wolmar. Jemu byl podřízen i tiskový odbor předsednictva ministerské rady. Tímto způsobem se český tisk dostal pod soustavnou kontrolu a nepřetržitý vliv Němců.
Od samotného počátku "německého dohledu" nad novináři platila zvláštní pravidla. Kromě pochopitelného zákazu podávání zpráv o dislokaci jednotek německé armády nebylo dovoleno např. ani zveřejňovat zprávy o sebevraždách (ve spojitosti s novými politickými změnami). Souběžně byla realizována i přísná cenzura ohledně zveřejňování fotografií.
Někteří novináři se zejména na počátku okupace snažili různými poznámkami v tisku udržovat české čtenáře v naději, že protektorát je jen přechodným obdobím. Takoví redaktoři ovšem byli brzo Němci odhaleni, pozatýkáni a mnozí z nich skončili v koncentračních táborech.
Němci se snažili po určitou dobu získat české novináře ke spolupráci. Zpočátku se k nim přidávali pouze novináři soustředění kolem tiskovin jakými byla např. Vlajka, Arijský boj, "Štít národa" apod. Tito kolaborující novináři ale brzy "ztratili tvář" a proto se Němci snažili získat nové v protektorátní společnosti dosud nezdiskreditované a méně známé spolupracovníky – žurnalisty.
V nelehkých podmínkách žurnalistické práce za protektorátu se našlo mnoho českých novinářů odhodlaných ke vzdoru. Ještě na jaře roku 1939 vznikla tzv. Pražská novinářská skupina. Ta chtěla dokázat své skutečné smýšlení manifestačním utvořením Národního svazu novinářů' (NSN) i volbou nového předsednictva. NSN byl založen s cílem informovat spolehlivé novináře a jejich prostřednictvím ovlivňovat český tisk. Této skupině se poměrně dlouho dařilo držet české noviny mimo přímý direktivní vliv Němců. Rovněž byli dlouhodobě úspěšní v tom, jak v tiskovinách omezovat vliv kolaborantů a jak trvale izolovat skupinu kolaborujících novinářů v čele s bývalým agrárním redaktorem Vladimírem Krychtálkem a bývalým komunistickým publicistou Emanuelem Vajtauerem.

### Novinářská maffie
Vedoucím novinářské odbojové skupiny (označované někdy jako "novinářská maffie") byl historik dr. František Bauer, který byl 11. června 1939 zvolen předsedou Národního svazu novinářů (NSN). (Prvním místopředsedou a současně i předsedou pražské pobočky NSN byl téhož dne zvolen Vladimír Sís.) František Bauer pod touto hlavičkou vybudoval skupinu napojenou na Politickém ústředí (PÚ). Nejužšími členy této novinářské odbojové skupiny byli (vedle dr. Františka Bauera) a Jaroslava Jelínka také Václav König, Antonín Pešl, Rostislav Korčák, Josef Řezníček z Olomouce a také sociálnědemokratický politik – redaktor Bohumil Laušman. Vladimír Sís záměrně do této skupiny nepatřil, protože byl již od počátku protektorátu činný zpravodajsky. Jako dopisovatel rižských listů předával informace o dění v protektorátu do ciziny přes své přátele v Lotyšsku, také přes polský konzulát a v prvním roce okupace i prostřednictvím jiných pražských konzulátů.
V prvních měsících po 15. březnu 1939 se skupina scházela v budově Rudolfina (dnes – 2016 – Náměstí Jana Palacha 79/1 Praha 1). Později pak místo schůzek přesunuli do budovy v Dušní ulici (dnes – 2016 – Dušní 900/17, Praha 1), kde sídlil Ústřední sekretariát Národního souručenství – jediné za protektorátu oficiálně povolené politické strany.
S Josefem Balabánem se dr. František Bauer stýkal jen prostřednictvím spojky, kterou byl právě Václav König. König tak (prostřednictvím Josefa Balabána) zajišťoval spojení "novinářské maffie" s ilegální vojenskou organizací Obrana národa. S Balabánovou skupinou měl dr. František Bauer ještě spojení přes štábního kapitána Sachera. Zásady konspirace byly namístě. Spojení NSN přes prostředníky umožnilo (v případě zatčení Bauera nebo Síse) jistý stupeň "izolace" NSN od odbojových skupin. V případě jejich zatčení by do celé věci nebyl zatažen NSN, který disponoval dosti značnými fondy peněz (byly tu kupříkladu "anglické" peníze, ze kterých se realizovaly podpory členů rodin zatčených členů NSN).
Na nátlak Němců byli dr. František Bauer i jeho zástupce Vladimír Sís po pádu Francie (22. června 1940) odvoláni předsedou vlády generálem Eliášem z funkcí v čele Národního svazu novinářů (NSN).

### Václav König a Josef Balabán
S Josefem Balabánem se scházel Václav König pravidelně každý týden. (Dokonce mu Balabán svěřoval do úschovy i svůj šifrovaný zápisník.) Václav König byl stoupencem tzv. demokratické levice a proto není divu, že to byl nejspíše Václav König, kdo seznámil Josefa Balabána s lidmi z okruhu sovětského konzulátu v Praze – historikem Dr. Jaroslavem Papouškem a marxistickým (komunistickým) novinářem Kurtem Konradem Beerem. Důvodem těsnější spolupráce Václava Königa a Antonína Pešla s Josefem Balabánem byl fakt, že Balabán a lidé z jeho nejbližšího okolí zaujímali nejradikálnější přístup k sudetským Němcům v tehdejším odbojovém hnutí. To imponovalo taktéž i dalším pracovníkům z okruhu Politického ústředí (PÚ) jakož i některým členům ilegální organizace PVVZ.

### Konec hry
Antonín Pešl byl zatčen 19. září 1940. Více než dva roky byl vězněn, popraven byl v prosinci 1942 v Berlíně. Po nástupu Reinharda Heydricha k moci (27. září 1941) a po spuštění kampaně proti českému odboji došlo k zatčení řady českých vlasteneckých novinářů. Václav König byl zatčen v prosinci 1941 a v souvislosti s jeho zatčením byl zatčen (20. prosince 1941) i Rostislav Korčák. Dne 21. ledna 1942 byl zatčen dr. František Bauer, nikoliv však na dlouho. Byl propuštěn v březnu 1942 a to díky intervenci komisaře pražského gestapa Otto Gala, jenž již od roku 1939 spolupracoval s domácím českým odbojem. O pět dní později (26. ledna 1942) byl zatčen v Olomouci i Josef Řezníček (jednalo se o jeho již v pořadí třetí zatčení pro podezření ze spolupráce s domácím odbojem). Josef Řezníček byl dne 19. června 1942 popraven v Berlíně. Podrobnosti o tom kde, kdy a za jakých okolností byl zatčen PhDr. Václav König, nejsou známé. Dne 5. září 1944 byl popraven ve věznici München-Stadelheim.

## Václav König v historii československého letectví
První let s pasažérem na trase Praha – Bratislava se uskutečnil 29. října 1923 letadlem Aero A-14 tehdejších Československých státních aerolinií s imatrikulační značkou L-BARC. Letadlo vzlétlo z letiště ve Kbelích, pilotoval jej šéfpilot ČSA Karel Brabenec a prvním cestujícím se stal redaktor Lidových novin Václav König. (V protisměru na lince z Bratislavy do Prahy odstartoval letoun stejného typu s imatrikulační značkou L-BARI.) Letadlo ze Kbel přistálo na bratislavském letišti v městské části Vajnory po 320 km dlouhém letu, který trval zhruba 3 hodiny.